# Lukáš Budínský
Lukáš Budínský (ur. 27 marca 1992 w Pradze) – czeski piłkarz, pomocnik MFK Karviná.

## Kariera klubowa
W 2011 r. podpisał kontrakt z Bohemiansem 1905 i zadebiutował w nim 21 maja, w zremisowanym meczu 1:1 z FK Teplice. W sezonie 10/11 i 11/12 grał w Gambrinus lidze, najwyższej lidze czeskiej. W sezonie 11/12 klub zajął 15. miejsce w tabeli, co spowodowało spadek do niższej ligi. W sezonie 12/13 Czech wywalczył z drużyną awans do najwyższej ligi, kończąc sezon na 1. miejscu w tabeli. W tym sezonie strzelił jedną bramkę i czterokrotnie asystował przy golach. W 2014 roku przeszedł do MFK Karviná.